# Берёзовая роща (Бобровица, Чернигов)
Берёзовая роща (укр. Березовий гай) — городской лесопарк, районный парк, расположенный на территории Деснянского района Чернигова. Площадь — 11, 2,34 га. Местное название — Берёзки. Ранее назывался парк имени 60-летия ВЛКСМ. В издании «Атлас туриста Чернігів» (ДНВП «Картографія», 2013 год) именуется как Комсомольский парк.

## История
«Парк имени 60-летия Комсомола» был заложен в 1961 году.
В 2010 году существовал проект реконструкции зелёной зоны и создание тематического парка Комсомольский парк, посвящённого советскому периоду истории. Проект реконструкции не был осуществлен.
Парк благоустроен для отдыха горожан (зона восточнее перекрестка улиц Пухова и Доценко), после реконструкции в начале 2010-х годов по заказу Управления ЖКХ Черниговского горсовета.
4 апреля 2016 года в лесопарке (со стороны перекрёстка улиц Генерала Пухова и Доценко) была «символически создана» Аллея памяти героев АТО — были высажены 36 деревьев в честь погибших героев АТО, которые жили и работали в городе Чернигове.
На территории зелёной зоны (между Кольцевой улицей, застройкой улиц Генерала Белова, Бобровицкой и Всеволода Ганцова), 29 июня 2017 года был вновь создан парк («районный парк»), согласно Решению Черниговского городского совета № 21/VII-15 «О создании районного парка» («Про створення районного парку»)

## Описание
Расположен северо-восточнее Бобровицкого жилмассива: восточнее перекрестка улиц Доценко и Генерала Пухова. Разделён на две части (западная и восточная) улицей Кольцевая.
Является местом отдыха горожан.
Абсолютные высоты колеблются в пределах 128-146 м над уровнем моря: наинизшая точка — овраг (восточная часть парка) 128 м над у.м., наивысшая точка — 146 м над уровнем моря, средняя высота бо́льшей части урочища — 134-137 м над уровнем моря. 
Транспорт: троллейбус/автобус/марш. такси — ост. улица Доценко (на ул. Генерала Пухова).

## Природа
Зелёные насаждения рощи представлены преимущественно берёзой. Местность равнинная, но расчленена балками.
Формирование парка, как и других послевоенных парковых территорий, связано со значительным ассортиментом древесных растений из рассадника Черниговского областного ботанического сада, совхоза «Деснянский» и КП «Зеленбуд». Парковая территория выступает как очаг генофонда дендрофлоры и является одним из центров рекреационной деятельности — здесь наблюдается влияние нерегулированной рекреации, которая проявляется в засорении отдельных их участков, вытаптывании газонов.
Здесь насчитывается 25 видов растений, в т.ч. 8 местных видов. Ассортимент будущего парка, как и других парковых территорий города послевоенного периода, создавался силами Черниговского ботанического сада, совхоза «Деснянский» и КП «Зеленбуд».